# Hockey Club Le Mans
 (août 2024).
Si vous disposez d'ouvrages ou d'articles de référence ou si vous connaissez des sites web de qualité traitant du thème abordé ici, merci de compléter l'article en donnant les références utiles à sa vérifiabilité et en les liant à la section « Notes et références ».
Le Hockey Club Le Mans est le seul club de hockey sur glace dans le département de la Sarthe.
C’est un club formateur avec sa section école de Hockey, qui accueille les enfants à partir de 3 ans. On retrouve dans le HCM toutes les sections de U7 à U18, seniors et depuis la saison 2010-2011 une section Initiation adulte mixte.

## Historique du Club
En 1993, un groupe d’amis a eu l’idée de former un club de Hockey sur glace et c’est en 1994 que le HCM naquit présidé par Henri Maubert assisté de Gilles Blanchet et Medhi Fleuriau.[réf. nécessaire]

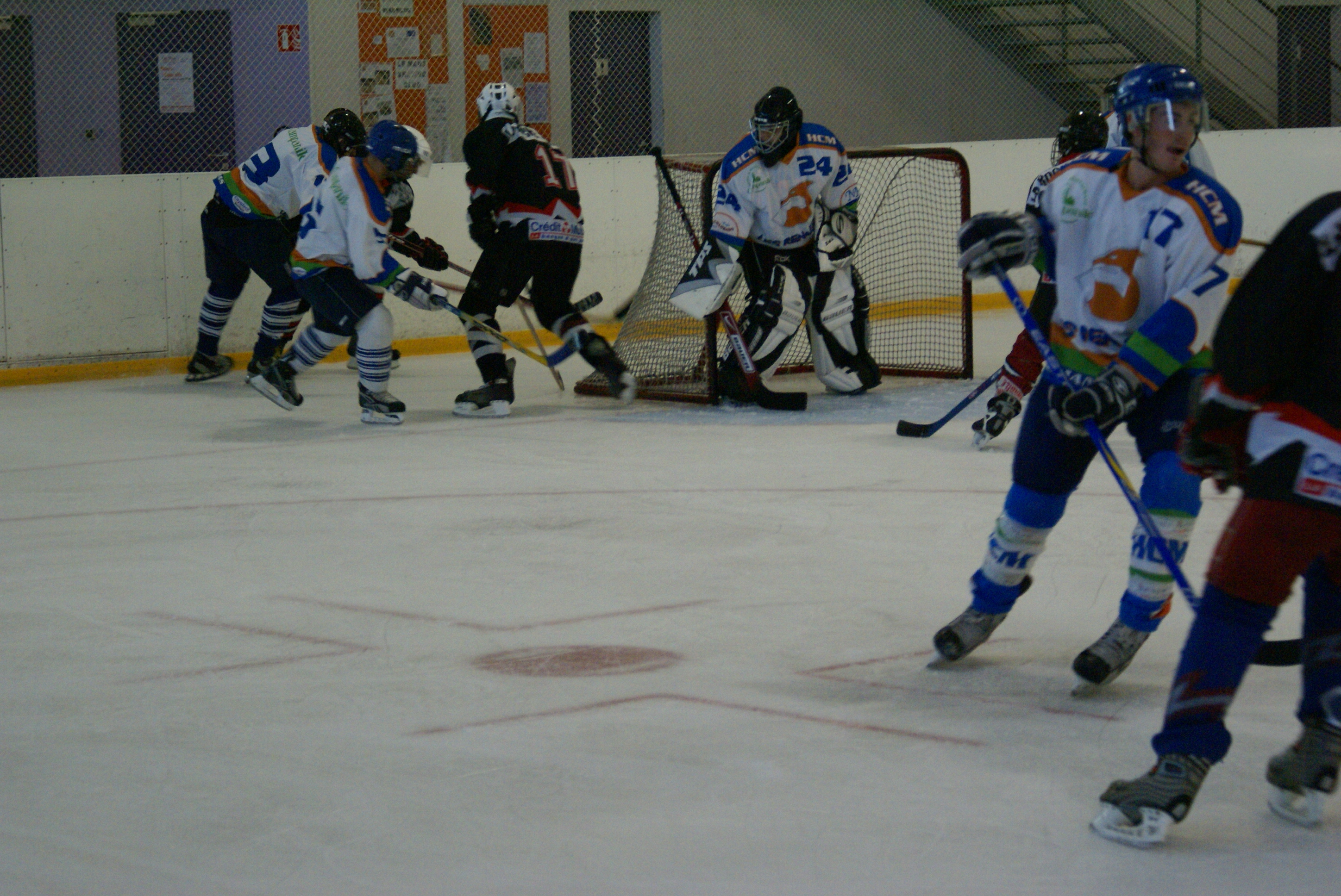
match des Renards du Mans.

En 1996, Alain Artaud reprend la présidence. À cette époque, le club comprenait une équipe senior entrainée par Henri Maubert et une équipe junior entrainée par Gilles Blanchet. Le Club était constitué de 25 joueurs et a évolué jusqu’en 2000, date de la fermeture de la patinoire située boulevard Jean-Jacques-Rousseau. On comptait alors 41 joueurs.
C’est en 2001, qu’une nouvelle patinoire privée voit le jour, sise avenue Frédéric-Auguste-Bartholdi et permet de voir renaitre le Hockey Club du Mans. Pour la saison 2001-2002, l’engouement pour  le hockey, a été tel que le club comptait 87 joueurs dont 4 filles.
En 2003, un nouveau président, Alain Coué et dans le bureau, Fabrice Jarrier, Sabine Leydert et Cédric Vilain. Le Club engage 3 sections en championnat : Poussins et benjamins en Bretagne Pays de Loire, et N4 pour les seniors en Ligue Normandie. C’est également cette année-là que l’Ecole de Hockey  nait.
En juin 2007; le bureau en place ne souhaitant renouveler son mandat, Pascal Gohory reprend la présidence.
Fin 2009 de nouveaux projets voient le jour : rapprochement avec la FFHG et la Cos Ouest.
En Octobre 2010, Ludovic Le Rouzic démissionne : Dominique Malard reprend la présidence avec l’aide de Cyril Tardif (entraineur BF1), Claude Menissez, et Jocelyne Malard : année de transition  avec la mise en championnat des U13, les fairplay pour les U7, les tournois pour les U9 en association avec Nantes. Une section d’Initiation Adulte a été mise en place en octobre 2010, section qui a rencontré un vif succès. Le club compte 99 adhérents dont 3 filles.
En juin 2011, Dominique Malard est reconduit dans sa fonction de président au cours de l'assemblée générale du club.
En  Septembre 2011 au moment de la reprise, des problèmes récurrents de déficit du Club depuis 3 saisons sont évoqués ainsi que des problèmes d'organisation qui conduisent à la démission du président et à un renouvellement en presque totalité du bureau constitué en majorité de parents. Didier Fourreau prend la présidence du HCM entouré d’une équipe dynamique.